# なすなかにしのめっさGO!
なすなかにしのめっさGO!は、徳島県の四国放送ラジオ（JRTラジオ）で毎週月曜日の19:00～20:00に放送中のラジオ番組である。
松竹芸能所属の若手お笑いタレントがパーソナリティを務めてきた「めっさGO!」でオーケイの後任として、2005年4月からなすなかにしが担当している。

## 主なコーナー
- おたより&メールのコーナー
- 那須VS中西
- 私だけが知っている
- ダジャレカーニバル

ほか